# 磯隱帶麗魚
磯隱帶麗魚，為輻鰭魚綱鱸形目隆頭魚亞目慈鯛科的其中一種，分布於南美洲巴西烏卡亞利河、雅普拉河及秘魯Yavarí河流域，體長可達5.3公分，生活在河川中底層水域，生活習性不明，可作為觀賞魚。

## 擴展閱讀
維基物種上的相關：磯隱帶麗魚